# Amerikaanse maffia
De Amerikaanse maffia is de belangrijkste misdaadorganisatie van de Verenigde Staten. Zij heeft haar wortels in onder meer de Siciliaanse maffia, de Cosa nostra ('Onze zaak'), die met de grootschalige emigratie van Zuid-Italianen naar de Verenigde Staten meereisde. Daarom wordt de Amerikaanse maffia ook wel aangeduid als La Cosa Nostra of LCN, alhoewel ze tegenwoordig niet meer dan een zakelijke relatie heeft met de originele organisatie. Ook andere misdaadorganisaties met Italiaanse wortels sloten zich bij La Cosa Nostra aan. De belangrijkste deelgroepen van de maffia worden families genoemd.

## Geschiedenis
Voor zover bekend arriveerden de eerste leden van de Siciliaanse maffia in de tweede helft van de 19e eeuw in de Verenigde Staten. Zij werden op Sicilië gezocht wegens moord en waren gevlucht naar New York. In 1881 werden ze in New Orleans gearresteerd en uitgeleverd aan Italië.
Lange tijd werden de families, die meestal een beperkt geografisch werkgebied hebben, beschouwd als zelfstandige bendes. Dat er een grotere organisatie achter staat, werd door de FBI, onder leiding van J. Edgar Hoover, als een fabeltje afgedaan waardoor er op federaal niveau nagenoeg niets gebeurde. Druk vanuit de samenleving leidde in 1950 tot de vorming van het Special Committee on Organized Crime in Interstate Commerce, een commissie die, onder leiding van Estes Kefauver, onderzoek deed naar de landelijke invloed van de georganiseerde misdaad. Veel van de door de commissie uitgevoerde interviews met (al dan niet vermeende) maffiabazen werden rechtstreeks op televisie uitgezonden. De commissie concludeerde in 1951 dat er een duistere misdaadorganisatie in het land actief was en hoewel de resultaten van het onderzoek, mede door tegenwerking door de FBI en het ministerie van Justitie, nauwelijks tot gewijzigde wetgeving leidden, was de maffia niet langer een verborgen organisatie. Ook kwam aan het licht dat de maffia via omkoping en/of chantage invloed op de politiek uitoefende.
Eind 1957 stuitte de politie van de staat New York in het plaatsje Apalachin toevallig op een vergadering van de maffia. De plaatselijke sheriff vond het verdacht dat er dure auto's uit allerlei staten passeerden. Toen men poolshoogte ging nemen bij de boerderij waar iedereen naartoe reed, vluchtten er tientallen Italianen. Een aantal van hen was een paar jaar eerder, tijdens het onderzoek door de commissie-Kefauver, op televisie verschenen. Toen de kranten publiceerden over deze maffiavergadering, kon de FBI niet langer ontkennen dat er sprake was van een maffia in Amerika.
Een veranderde mentaliteit bij de wetshandhavers en aangepaste wetgeving hebben de macht en de politieke invloed van de maffia belangrijk verminderd.

## Verspreiding
De maffia is het actiefst in New York, New Jersey en Philadelphia.
De New Yorkse maffia wordt beheerst door de volgende vijf families, die bekendstaan als de Five Families:
- Bonanno
- Colombo
- Gambino
- Genovese
- Lucchese

Maar liefst drie van bovenstaande families kwamen voort uit de familie Morello.
Andere (voormalige) maffiafamilies zijn:
- Bufalino uit Pennsylvania
- Chicago Outfit uit Chicago
- Genna uit Chicago

## Bekende (oud-)maffiabazen in de Verenigde Staten
- Albert Anastasia (Mad Hatter)
- Joseph Bonanno (Joe Bananas)
- Al Capone (Scarface)
- Big Paul Castellano
- Don Carlo Gambino
- Don Vito Genovese
- John Gotti (Dapper Don)
- Meyer Lansky

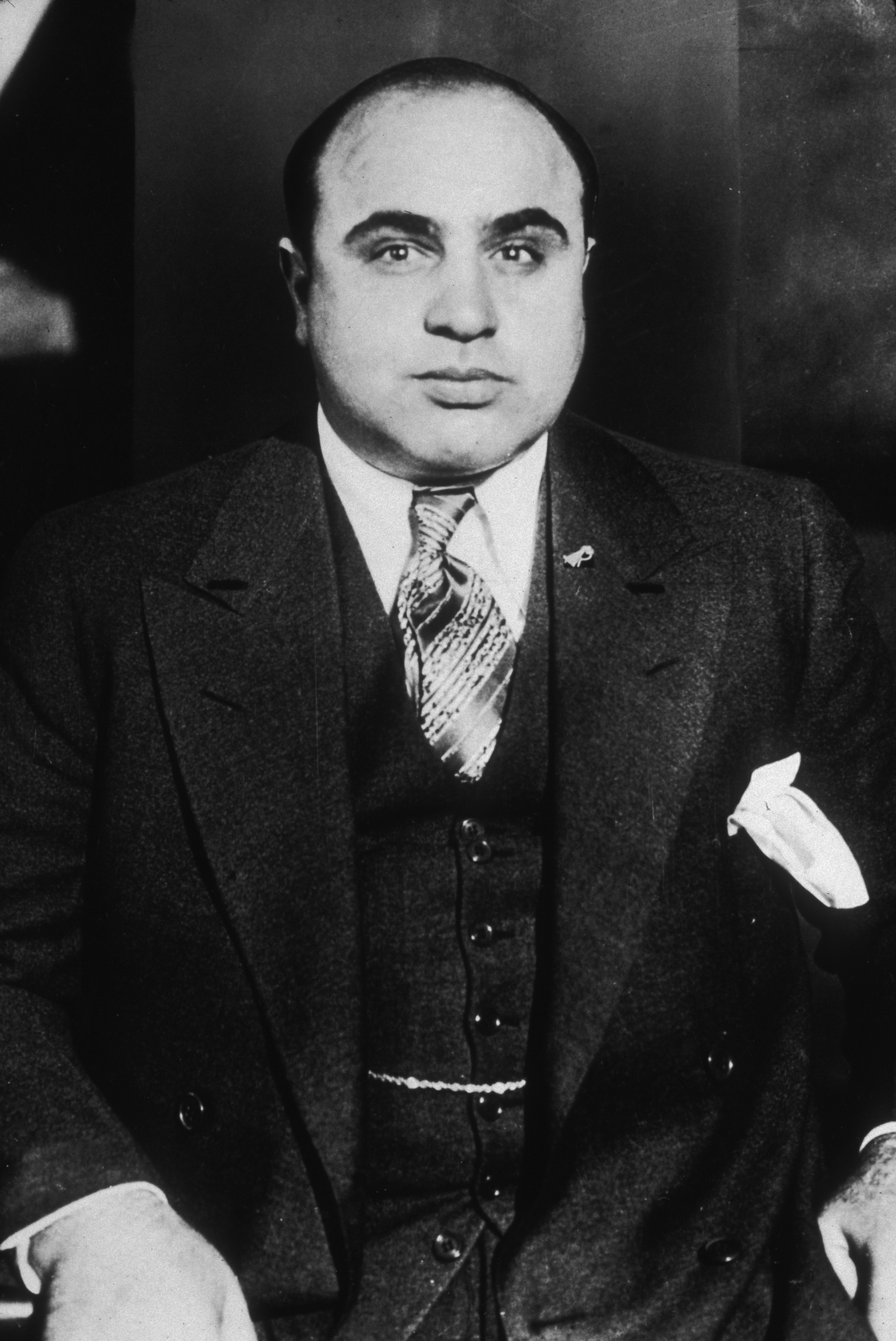
Al Capone in 1935

- Salvatore Lucania (Charles "Lucky" Luciano)
- Gaetano "Tommy" Lucchese
- Giuseppe Masseria (Joe the Boss)
- Giuseppe Morello (The Old Fox)